# Karl Robitsch
Karl Robitsch (* 27. April 1934; † 17. Mai 2011) war ein deutscher Herausgeber.
Karl Robitsch war Gründer und Inhaber des Karl Robitsch Fachzeitschriften-Verlages in Starnberg und Mitglied des Aufsichtsrats von Bertelsmann. Bekannt wurde er durch seine Verwicklung in eine Affäre um den Bayernkurier.